# Kontyos muntyákszarvas
A kontyos muntyákszarvas (Muntiacus crinifrons) az emlősök (Mammalia) osztályának párosujjú patások (Artiodactyla) rendjébe, ezen belül a szarvasfélék (Cervidae) családjába és a szarvasformák (Cervinae) alcsaládjába tartozó faj.

## Előfordulása
A kontyos muntyákszarvas előfordulási területe Kína. A következő kínai tartományokban lelhető fel: Csöcsiang, Anhuj, Csianghszi és Fucsien. Egyes beszámolók szerint Mianmarban is létezik, bár az itteni állat valószínűleg Gongshan-muntyákszarvas (Muntiacus gongshanensis) (egyes biológusok szerint a két állat egy fajt alkot, bár ezzel nem mindenki ért egyet). A kontyos muntyákszarvasból a vadonban már csak 5-10 ezer példány maradt; ez a szám egyre csökken a vadászat miatt. A csöcsiangi Wuyanling National Nature Reserve-ben, több évtizedes hiányzás után újból észrevették.
Ezt az igen rejtélyes szarvast 1975-ig, nyugaton csak múzeumi példányok alapján ismertük. A 20. században számos példányát ölték meg; csak 1978-ban 2000 egyedét gyűjtötték be. A kora 1990-es években körülbelül 10 ezer példánya létezett, ez a szám manapság (2017-ben) 7000 példányra tehető.

## Megjelenése
Méretre körülbelül akkora, mint az indiai muntyákszarvas (Muntiacus muntjak).

## Életmódja
Félénk állat, mely az erdők sűrű aljnövényzetében él.

## Képek

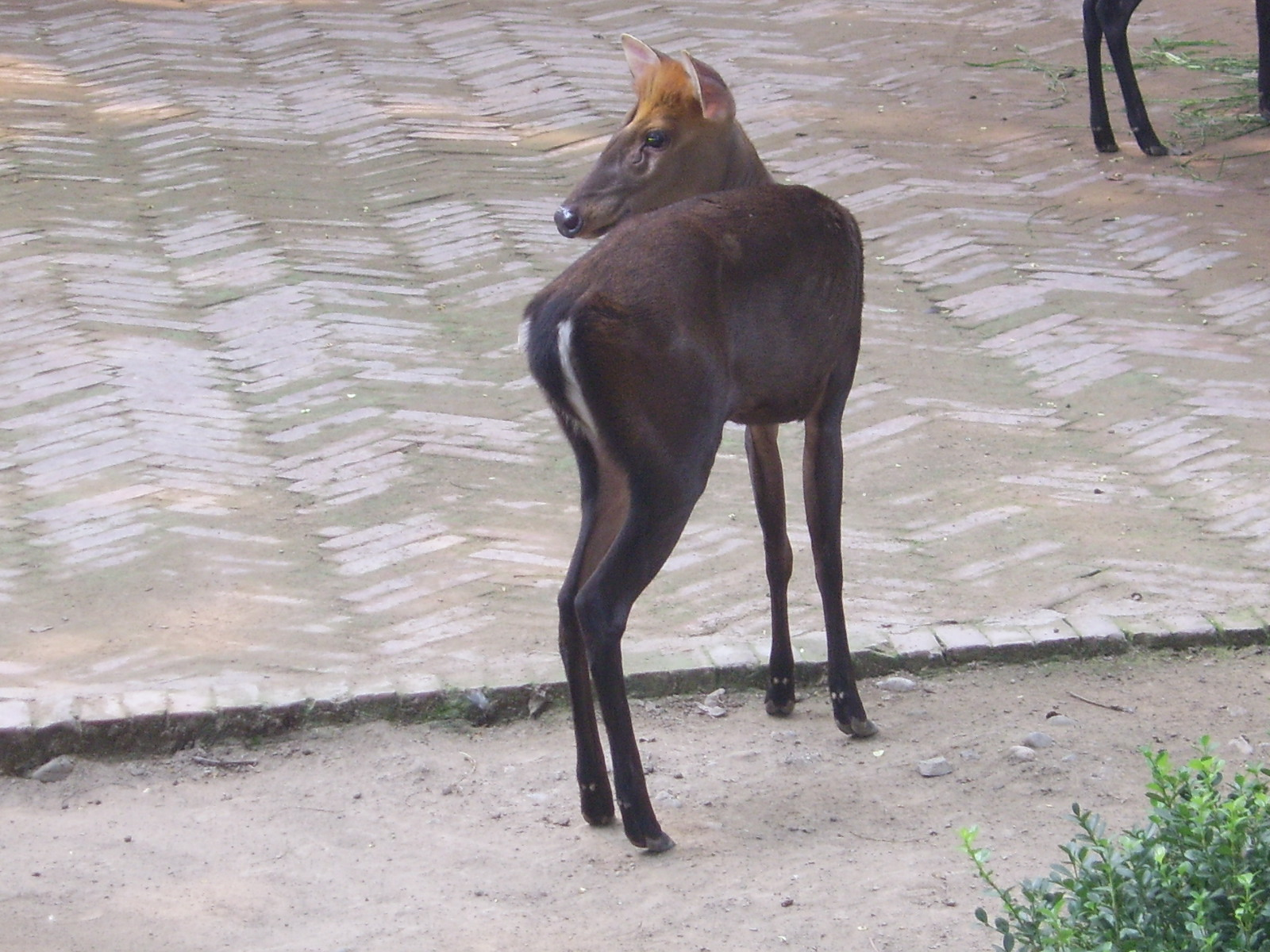

## Fordítás
- Ez a szócikk részben vagy egészben  a   Hairy-fronted muntjac című angol Wikipédia-szócikk ezen változatának fordításán alapul.  Az eredeti cikk szerkesztőit annak laptörténete sorolja fel. Ez a jelzés csupán a megfogalmazás eredetét és a szerzői jogokat jelzi, nem szolgál a cikkben szereplő információk forrásmegjelöléseként.